# Giripurno (Karanganyar)
Giripurno is een bestuurslaag in het regentschap Kebumen van de provincie Midden-Java, Indonesië. Giripurno telt 2464 inwoners (volkstelling 2010).